# Austrolimnophila (Austrolimnophila) stemma
Austrolimnophila (Austrolimnophila) stemma is een tweevleugelige uit de familie steltmuggen (Limoniidae). De soort komt voor in het Australaziatisch gebied.